# Celazia
Celazia is een geslacht van vlinders van de familie visstaartjes (Nolidae), uit de onderfamilie Nolinae.

## Soorten
- C. bipuncta de Joannis, 1930